# Проклятая невестка
«Проклятая невеста», баллада, автором которой является армянский писатель Ованес Туманян . Сюжет баллады взят из фольклора.

## История
Предполагается, что Туманян создал материал по устным беседам, поскольку две известные версии были опубликованы уже после создания баллады, в 1900 и 1908 годах  .
Баллада была написана в 1898 году.
Один автограф с подзаголовком «Народная легенда» хранится в фонде 39 имени Туманяна Музея литературы и искусства им. Егише Чаренца․
В семейном архиве О. Туманяна хранятся варианты рукописи, которые опубликовал А. Инчикян.
В фондах Туманяна № 1354 и № 1355 Музея литературы и искусства им. Егише Чаренца хранятся собственные копии стихотворений, напечатанных в Тифлисе  и стихотворений, напечатанных в Баку, над которыми работал Туманян.
Под заголовком «Народная легенда» она была напечатана сначала в журнале «Молот», 1901 г., № 3, стр. 65-68, затем в сборнике стихов, напечатанном в Тифлисе, стр. 58-60 и в сборнике легенд, напечатанном в Тифлисе., стр. 15-17, в сборнике стихов, напечатанном в Баку, стр. 78-80, 1909, стр. 165-167, К. В сборнике стихов, напечатанном в Константинополе, стр. 81—83, затем в первом томе «Сборника стран», стр. 282—284.

## Сюжет
В доме армянина есть красивая невеста. Однажды она сидела на улице, играя своими прекрасными волосами и пела песню, и тут вошла ее старая свекровь с криком и прокляла невестку. Невеста прыгает и выпрыгивает из окна. И даже сегодня, бродя по полям, он помнит, как прокляла его свекровь.